# Sem Filtro (série)
Sem Filtro é uma série de televisão brasileira produzida pela Netflix e com co-produção com A Fábrica. A primeira temporada estreou em 15 de fevereiro de 2023 no serviço de streaming.
Conta com Ademara, Flávia Reis, Pedro Ottoni, Luisa Perissé, Orã Figueiredo e Mel Maia nos papéis principais.  

## Enredo
Marcelly é a filha mais velha de uma família muito irreverente que vive em uma cidade minúscula. Inspirada em uma blogueira da qual é fã, ela decide trancar a faculdade e se aventurar na carreira de influenciadora. Sincera demais e totalmente sem filtro, a mais nova influencer Marcelly atrai tantos seguidores quanto confusões. Em meio a esse novo universo virtual e caótico, a missão de sua família e amigos é ajudá-la a resolver as tretas em que ela se mete.

## Elenco
Principal
- Ademara como Marcely (Cely)
- Pedro Ottoni como Gustavo
- Luisa Perissé como (Sandrinha /Sandy)
- Flávia Reis como Val
- Orã Figueiredo como Romualdo (MuMu)
- Mel Maia como Lohana
- Thamirys Borsan como Rubria
- Maicon Rodrigues como Max
- Carol Garcia como PiLove
- George Sauma como Carlos (CharlesLove)
- Sandra de Sá como Dona Vera
- Maíra Azevedo como Sebastiana
- Leandro Santanna como Seu Ademar